# Pont de la rivière Hillsborough
Le pont de la rivière Hillsborough réfère à deux ponts canadiens différents qui traversaient l'estuaire de la rivière Hillsborough entre Charlottetown et Stratford dans le comté de Queens.

## Premier pont, 1905-1962

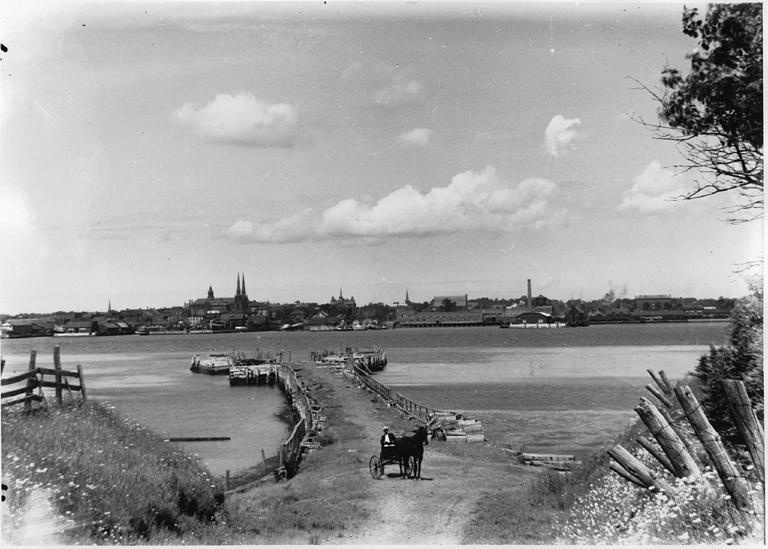
Avant 1905, le seul accès de la rivière Hillsborough était par traversier

La rivière Hillsborough qui a 30 kilomètres de long et jusqu'à un km de large est un estuaire qui se vide dans le port de Charlottetown. Durant les années 1800, un traversier saisonnier pour les passagers traversait entre le quai de Charlottetown et Ferry Point sur la rive opposée. Quand la rivière était gelée en hiver, des traîneaux tirés par des chevaux traversaient sur la glace. En 1905, le Chemin de fer de l'Île-du-Prince-Édouard (PEIR) construisit un pont pour le train, permettant au train d'aller sur le côté est. 
Le Chemin de fer de l'Île-du-Prince-Édouard (PEIR) construisit une ligne à Murray Harbour (maintenant une partie de Stratford). Comme toutes les lignes de l'île de ce temps, la ligne fut construite en utilisant l'écartement étroit de trois pieds et six pouces (1,067 mètre). Le dernier tronçon de cette ligne traversait la rivière Hillsborough jusqu'à Charlottetown.
Le Chemin de fer Intercolonial était une compagnie sœur du PEIR dans les provinces maritimes voisines et le Québec. Comme le PEIR, il appartenait au gouvernement du Canada et modernisa sa grande ligne dans le nord-est du Nouveau-Brunswick pour utiliser des locomotives et des wagons plus lourds. Le Chemin de fer Intercolonial traversait les rivière Southwest Miramichi et rivière Northwest Miramichi entre Nelson et Newcastle en utilisant deux ponts de fer sur piliers de pierre, conçus par l'ingénieur-chef Sir Sandford Fleming.
Ces équipements furent considérés comme surplus après que leurs remplacements plus adaptés furent installés, alors le gouvernement fédéral a décidé de sauver les structures pour les utiliser pour la ligne de Chemin de fer de l'Île-du-Prince-Édouard à Murray Harbour. Les deux ponts, découpés en 12 morceaux, furent transportés sur barges à l'Île-du-Prince-Édouard.
Avant d'installer la structure, le PEIR a transporté des milliers de wagons plein de terre creusée le long de la ligne de rail à l'est du campus de l'Université Saint Dunstan, plusieurs miles au nord-ouest de l'arcboutant du pont. Ces wagons étaient poussés par des trains de 10 à 15 wagons au quai et utilisés pour remplir de grandes superficies afin d'agrandir les entrepôts de wagons et les quais, et aussi pour bâtir une chaussée d'approche du côté de Charlottetown. Une chaussée d'approche correspondante fut bâtie sur le côté de Southport utilisant de la terre creusée le long du chemin de fer à Bunbury, à l'est du pont.
Dans l'espace restant, 11 piliers de pierres furent construits, creux dans la boue de la rivière Hillsborough en utilisant des batardeaux et de l'air à haute pression, avec de la roche importée de la Nouvelle-Écosse et cimentée en place sur le lit de grès sous le lit de la rivière. Le pont a un pont tournant au centre pour permettre à la circulation des bateaux d'aller sur la rivière Hillsborough, avec deux piliers d'appui quand le pont s'ouvrait.

### Impact sur le transport
Le pont fut ouvert en 1905 et révolutionna le transport immédiatement dans le sud-est de l'Île-du-Prince-Édouard, permettant à des trains de rails à voie étroite pour passagers et marchandises de circuler entre Charlottetown et Murray Harbour, ainsi que des piétons, des charriots et des traîneaux tirés par des chevaux (et plus tard les automobiles) à prendre le pont quand les trains ne traversaient pas ; pour cet effet, des panneaux de bois étaient placés entre et de chaque côté des rails.
Le pont du chemin de fer a été utilisé régulièrement jusqu'au début des années 1930 quand le successeur du PEIR, Canadien National (CN), compléta la conversion de toutes les lignes de rails de la province d'étroite (3' 6") à la voie normale (4' 8.5"). Les plus gros poids et dimensions de la voie normale des wagons et des locomotives fit que le pont n'était pas assez robuste et donc dangereux, alors une route de contournement de Mount Stewart à Lake Verde Junction fut construite comme un projet de la Grande Dépression.
Après l'ouverture de la ligne courte ("Short Line"), tous les trains lourds allant à Murray Harbour furent déroutés vers Mount Stewart.  Les rails du pont de la rivière Hillsborough étaient de voie normale mais seulement des wagons et locomotives légers pouvaient l'utiliser, alors le CN l'utilisa de moins en moins.

### Déclin
En 1950, les ingénieurs du CN trouvaient le pont dangereux pour n'importe quel train et les rails furent enlevés. La compagnie établit un service de taxis pour les passagers allant à Murray Harbour, afin qu'ils embarquent aux trains du terminus de Southport.
Comme les trains n'utilisaient pas le pont, CN voulait se débarrasser de sa maintenance et a essayé que le gouvernement provincial en devienne le propriétaire. Le gouvernement provincial, qui s'était évadé de ses responsabilités grâce à un chemin de fer appartenant à une compagnie fédérale qui entretenait ce pont important depuis plusieurs années, recherchait à retarder de recevoir le pont et à un moment au début des années 1950, les ingénieurs du CN barrèrent le pont au transport public, en partie parce que le pont était dangereux et aussi pour forcer les négociations avec le gouvernement provincial.
Le gouvernement provincial était furieux et le premier ministre J. Walter Jones provoqua un coup publicitaire en s'arcboutant au pont à Charlottetown, embarqué sur un bouteur et exigeant devant les médias locaux que le pont soit rouvert.
Le CN fléchit et rouvrit le pont, en faisant des réparations temporaires, cependant la solution à long terme de la viabilité du pont, maintenant approchant les 85 ans (en comptant les 30 ans de service au Nouveau-Brunswick) était en doute.

## Deuxième pont, 1962-présent
Vers le milieu des années 1950, le gouvernement fédéral avait commencé à développer le réseau de la route Transcanadienne à travers le pays. La partie sur l'Île-du-Prince-Édouard était planifiée entre le terminal de traversiers à Borden et Wood Islands via Charlottetown.
À cause du projet national, une meilleure traversée de la rivière Hillsborough fut jugée nécessaire, cependant cela prit plusieurs années de négociations pour décider des fonds fédéraux et provinciaux à utiliser avant que la construction ne commence. Un nouveau pont à deux voies fut ouvert en 1962 pour passer la Route 1 par dessus la rivière Hillsborough en parallèle de et immédiatement en amont du pont à une voie du chemin de fer.
Le nouveau pont utilisa les chaussées d'approche originales remplies de terre sur les deux côtés de la rivière, qui avait été utilisées pour le pont de chemin de fer. Même, si la fourchette est droite, la traversée semble faire une courbe distincte en alignement. Les chaussées furent élargies à la largeur utilisée par la route Transcanadienne, soit de trois voies (deux voies de transport et une voie d'urgence).
La structure du nouveau pont fut construite en utilisant de l'acier structural pour les bandages voûtés en utilisant deux débarcadères. Les chaussées d'urgence sur la structure du pont sont couvertes par des trottoirs de béton.
Le pont original de chemin de fer immédiatement en aval du nouveau pont pour l'autoroute, fut démantelé et la structure d'acier fut enlevée, mais les piliers de roches furent laissés en place. Ceux-ci devinrent un site pour les nids des cormorans et des sterninaes pendant les trois décennies suivantes (1960 à 1990). Les dommages causés par la glace, le vent et les vagues ont causé l'effondrement de la majorité des piliers qui, au début du XXIe siècle sont devenus presque invisibles du pont.

### Élargissement, 1995
En 1992, le gouvernement du Canada signe un accord avec Strait Crossing Joint Venture (SCJV), un consortium international de construction, pour construire le Northumberland Strait Crossing Project (aujourd'hui connu comme le pont de la Confédération) entre l'Île-du-Prince-Édouard et le Nouveau-Brunswick. Une partie de l'accord négocié par le gouvernement de l'Île-du-Prince-Édouard était de fournir un coût fédéral et provincial pour la traversée du détroit et devenir propriétaire du pont et d'élargir le pont de la rivière Hillsborough de deux à quatre voies.
Cette expansion était à l'étude depuis la fin des années 1970 quand la circulation était retardée, car le développement résidentiel se fit dans la région est de Charlottetown, surtout dans les communautés de Bunbury, Southport, Kinlock, Keppoch et Cross Roads, créant des changements dans la migration pendulaire. Des études indiquèrent que le nombre de véhicules traversant le pont à deux voies était de 30 000 voyages par jour.
SCJV a élargi le pont en 1995, plusieurs poutres et piliers additionnels et continus furent placés sur chaque côté de la structure du pont original avec des piliers élargis, ensuite, enlever les clôtures, les trottoirs en béton et le tablier du pont de la structure originale, les remplacer avec un plan d'arrimage avec un pont intégré. Ce travail se fit sans retards significatifs ou fermetures. Pour les frais d'impôts, le pont de la rivière Hillsborough appartenant à SCJV est dans la juridiction de Stratford ; la frontière municipale entre Stratford et Charlottetown est donc située à l'arcboutant ouest de la chaussée du pont.

### D'autres travaux
Des travaux additionnels furent entrepris par le gouvernement provincial sur les routes approchant le pont, en remplissant le port de Charlottetown pour prolonger Water Street à travers l'ancien dépôt de locomotives et de wagons (CN abandonna le trafic ferroviaire à l'Î-P-É, le 31 décembre 1989) et l'intersection de la rue Grafton et Riverside Drive. Des changements additionnels furent faits sur le côté de Southport pour permettre une meilleure circulation.